# Prehniet-pumpellyietfacies
| Metamorfe facies |                      |                      |              |             |             |
| Metamorfe facies |                      |                      |              |             |             |
| 16 kbar          | blauwschist          | blauwschist          | eclogiet     | eclogiet    | eclogiet    |
| 12 kbar          | blauwschist          | blauwschist          | eclogiet     | eclogiet    | eclogiet    |
| 8 kbar           |                      | groenschist          | amfiboliet   | amfiboliet  | granuliet   |
| 6 kbar           | prehniet-pumpellyiet | prehniet-pumpellyiet | amfiboliet   | amfiboliet  | granuliet   |
| 4 kbar           | zeoliet              | alb-epi hfels        | hbl hornfels | px hornfels | sanidiniet  |
|                  | 200 °C               | 400 °C               | 600 °C       | 800 °C      | 1000 °C     |
| druk             | temperatuur          | temperatuur          | temperatuur  | temperatuur | temperatuur |

De prehniet-pumpellyiet-facies is een metamorfe facies die gekenmerkt wordt door een graad van metamorfose met iets hogere temperaturen en drukken (en diepte) dan de zeoliet-facies. De facies is genoemd naar de twee mineralen prehniet (een calcium-aluminium-fylosilicaat) en pumpellyiet (een sorosilicaat).
Zoals bij alle metamorfe facies wordt de prehniet-pumpellyiet-facies vastgesteld aan de hand van bepaalde mineralen die gewoonlijk middels onderzoek naar slijpplaatjes worden gedetermineerd. In metamorfe stollingsgesteenten, grauwackes en pelieten zijn de volgende mineraalsamenstellingen typerend voor de prehniet-pumpellyiet-facies:

## Mineraalassemblages

### Metastollingsgesteenten en grauwackes
- prehniet + pumpellyiet + chloriet + albiet + kwarts
- pumpellyiet + chloriet + epidoot + albiet + kwarts
- pumpellyiet + epidoot + stilpnomelaan + muscoviet + albiet + kwarts

### Metapelieten
- muscoviet + chloriet + albiet + kwarts